# Paraphytus bechynei
Paraphytus bechynei là một loài bọ cánh cứng trong họ Bọ hung (Scarabaeidae).